# 2345 Grand
2345 Grand – wieżowiec w Kansas City, w stanie Missouri, w Stanach Zjednoczonych, o wysokości 145 m. Budynek został otwarty w 1977 i posiada 28 kondygnacji.